# Meine wunderbare Familie: Die zweite Chance
Die zweite Chance ist ein deutscher Fernsehfilm von Bernhard Stephan aus dem Jahr 2008. Es handelt sich um den Pilotfilm der ZDF-Reihe Meine wunderbare Familie mit Tanja Wedhorn und Patrik Fichte in den Hauptrollen.

## Handlung
Die Rudertrainerin Hanna Sander und der Barista Jan Kastner sind beide alleinerziehend und machen gegenseitige Bekanntschaft, als Jan beim Ausparken an Hannas VW Käfer stößt. Die beiden streiten sich, weil er die Bagatelle gleich in bar erledigen will, sie aber nicht der Meinung ist, dass sich alles mit Geld erledigen lassen würde. Da Hanna das Training einer neuen Kindermannschaft übernommen hat und hier Jans achtjähriger Sohn mit dabei ist, lässt ihr Wiedersehen nicht lange auf sich warten. Doch Jan hat kaum Zeit für Privatgespräche, denn er hat Problem in seiner Firma. Sein Prokurist hat Geld unterschlagen, sodass die Rechnungen der Lieferanten nicht bezahlt wurden und sie mit Lieferstopp drohen. Als er dem nachgeht, erkennt er ein familiäres Problem seines Mitarbeiters und wird damit an sein eigenes Schicksal erinnert, da seine Frau vor einem Jahr gestorben ist. So stellt er den Mann zwar zur Rede, entlässt ihn aber nicht.
Als Hanna und Jan sich zufällig wieder begegnen, wird Jan Zeuge, wie Hanna von ihrem Freund gerade einen Heiratsantrag bekommt. So hält Jan sich zurück, obwohl er sich für Hanna zu interessieren beginnt. Seine beruflichen Probleme lassen ihm auch wenig Zeit für sein Privatleben, was auch Tim zu spüren bekommt. In einem unbeobachteten Moment fährt der Junge allein mit dem Ruderboot los und kentert. Sein Vater sucht zwar nach ihm, doch da Hanna auch gerade auf dem Wasser ist, kann sie ihm schnell helfen und so vor dem Ertrinken retten. Jan ist erleichtert und als Dankeschön, macht er Hanna ein Geschenk, was sie aber nicht annehmen will, erneut mit ihm streitet und ihn auf seine Fehler aufmerksam macht. Erst als er beginnt, auf ihre Hinweise einzugehen, lernen sich die beiden Streithähne allmählich zu lieben. Hanna fällt es zwar etwas schwer, sich von ihrem Freund zu trennen, aber sie hat schon länger festgestellt, dass sie ihn nicht genug liebt.
Hannas 13-jährigen Tochter Lilly und Jans Sohn Tim müssen nun lernen, was es heißt, in einer Patchwork-Familie zu leben.

## Hintergrund
Die zweite Chance wurde zeitgleich mit der nachfolgenden Episode Einmal Ostsee und zurück vom 4. Juni 2007 bis zum 10. August 2007 in Berlin, Brandenburg sowie an der Ostsee gedreht. Produziert wurde der Film von der UFA Fiction.

## Kritik
Die Kritiker der Fernsehzeitschrift TV Spielfilm zeigten mit dem Daumen zur Seite, vergaben für die Spannung einen von drei möglichen Punkten und gaben zur Begründung: „Lupenreiner Tele-Kitsch, der alle Konflikte und Schicksalsschläge in Watte packt. Wenigstens zeigen die beiden „Bianca“-Stars professionelle Routine.“ Sie resümierten: „Seifiges Melodram im Schongang“.